# Freddie Highmore
Alfred Thomas "Freddie" Highmore (Camden Town, London, 1992. február 14. –) angol színész.
1999-ben debütált a Women Talking Dirty című vígjátékban. Gyerekszínészként ismertebb szerepei voltak az Én, Pán Péter (2004), a Charlie és a csokigyár (2005) és A Spiderwick krónikák (2008) című filmekben.
A 2013 és 2017 között futó Bates Motel – Psycho a kezdetektől című dráma-thrillersorozatban Norman Batest játszotta. 2017-ben Highmore producerként, illetve a főszereplő Dr. Shaun Murphy megformálásával vett részt a Doktor Murphy című drámasorozatban. Alakítását Golden Globe-jelöléssel honorálták Legjobb férfi főszereplő – filmdráma kategóriában.

## Gyermekkora és családja
1992. február 14-én született London Camden Town városrészében. Édesanyja, Sue Latimer tehetségkutató ügynök, édesapja, Edward Highmore színész. Egy öccse van, Bertie.

## Színészi pályafutása

### A kezdetek és azÉn, Pán Pétersikere (2004)
Highmore a színészkedést kisebb televíziós szereplésekkel kezdte hétéves korában. A filmvásznon az 1999-es Women Talking Dirty című vígjátékkal debütált, melyben Helena Bonham Carter filmbéli fiát játszotta (érdekesség, hogy Highmore Bertie nevű öccse alakította filmbeli testvérét). 2001-ben az ifjú Artúr király szerepét kapta meg az Artúr király és a nők című minisorozatban. Még ugyanebben az évben a BBC Happy Birthday Shakespeare című minisorozatában is feltűnt, valamint apjával együtt szerepelt Az égig érő paszuly legendája című televíziós műsorban is.
2004-ben tért vissza a mozifilmekhez a Jean-Jacques Annaud rendezte Két testvér című családi kalandfilmmel. Következő fontos filmje a szintén 2004-es Minden napra egy varázslat! (másik magyar címén A srácok és Az) című fantasyfilm, ebben filmes partnere Kenneth Branagh, Zoë Wanamaker és Eddie Izzard volt. A 2004-es év jelentette számára a nagy áttörést: az Én, Pán Péter című, részben életrajzi ihletésű Marc Forster-filmben kritikai sikerrel formálta meg Peter Llewelyn Daviest. Szereplésével számos díjat elnyert, köztük egy Critics' Choice Movie Award-ot. Highmore-t a többi színésszel együtt Screen Actors Guild-díjra (legjobb filmes szereplőgárda)) és egyénileg Szaturnusz-díjra (legjobb fiatal színész) is jelölték.

### 2005–2011 (Charlie és a csokigyár,A Spiderwick krónikák)

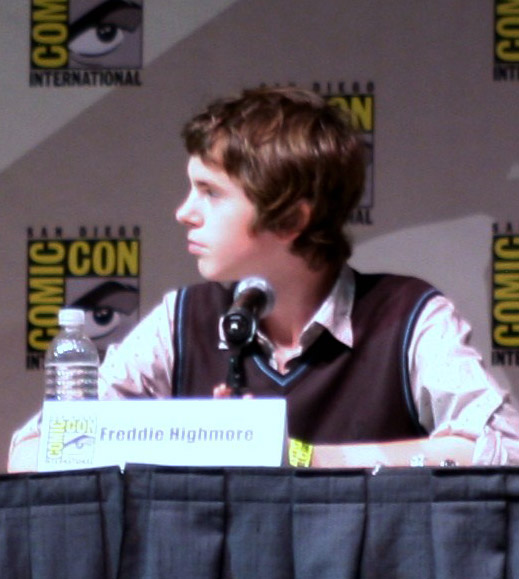
Highmore a 2009-es Comic-Con Internationalen

2005-ben a főszereplő Picur Charlie-t alakította Tim Burton Charlie és a csokigyár című musicalfilmjében. A film Roald Dahl Karcsi és a csokoládégyár című ifjúsági regényének a feldolgozása. Későbbi filmes partnere, Johnny Depp kifejezetten javasolta Highmore-t a szerepre. Korábban már dolgoztak együtt az Én, Pán Péter című filmben és Depp-pet lenyűgözte a fiú színészi játéka. Highmore a forgatást megelőzően nem nézte meg az 1971-es feldolgozást, hogy az ne befolyásolhassa Charlie megszemélyesítésében a filmvásznon. Szereplésével ismét Critics' Choice Movie Awardot nyert, valamint egy Satellite Awardot is hazavihetett. Highmore szinkronszínészként a filmhez kapcsolódó videójátékban is közreműködött.
Következő filmes szerepe Ridley Scott 2006-os Bor, mámor, Provence című dráma-vígjátékában volt. Szintén 2006-ban alakította először Arthur Montgomery főszereplőt az Arthur és a villangók című, élőszereplős és animált fantasyfilmben. Ezt két folytatás követte: Arthur: Maltazár bosszúja (2009) és Arthur 3. – A világok harca (2010). A harmadik filmhez készült videójátékban ismét szinkronszerepet vállalt. 2007-ben Az arany iránytű című animációs filmhez és egy azonos című videójátékhoz kölcsönözte a hangját. A szeretet szimfóniája (2007) című drámában Keri Russell, Jonathan Rhys Meyers és Robin Williams mellett tűnt fel főszerepben.
2008-ban kettős szerepet játszott A Spiderwick krónikák című, Tony DiTerlizzi népszerű gyerekmeséi alapján készült fantasyfilmben (ehhez a filmhez is megjelent egy videójáték, amelyben Highmore szinkronszínészként hallható). A 2008-as, magyar vonatkozású Kis Vuk című animációs film angol nyelvű változatában a címszereplő hangját adta, 2009-ben pedig az Astro Boy című filmhez és a kapcsolódó videójátékhoz kölcsönözte hangját. A BBC Toast című, Nigel Slater séf életét feldolgozó 2010-es tévéfilmjében főszerepet osztottak rá. 2010-ben Ving Rhames oldalán játszott a Szégyen és szeretet című drámában. 2011-ben Emma Roberts filmbéli partnere volt a Rokonlelkek című romantikus vígjáték-drámában.

### 2012 után (Bates Motel,Doktor Murphy)

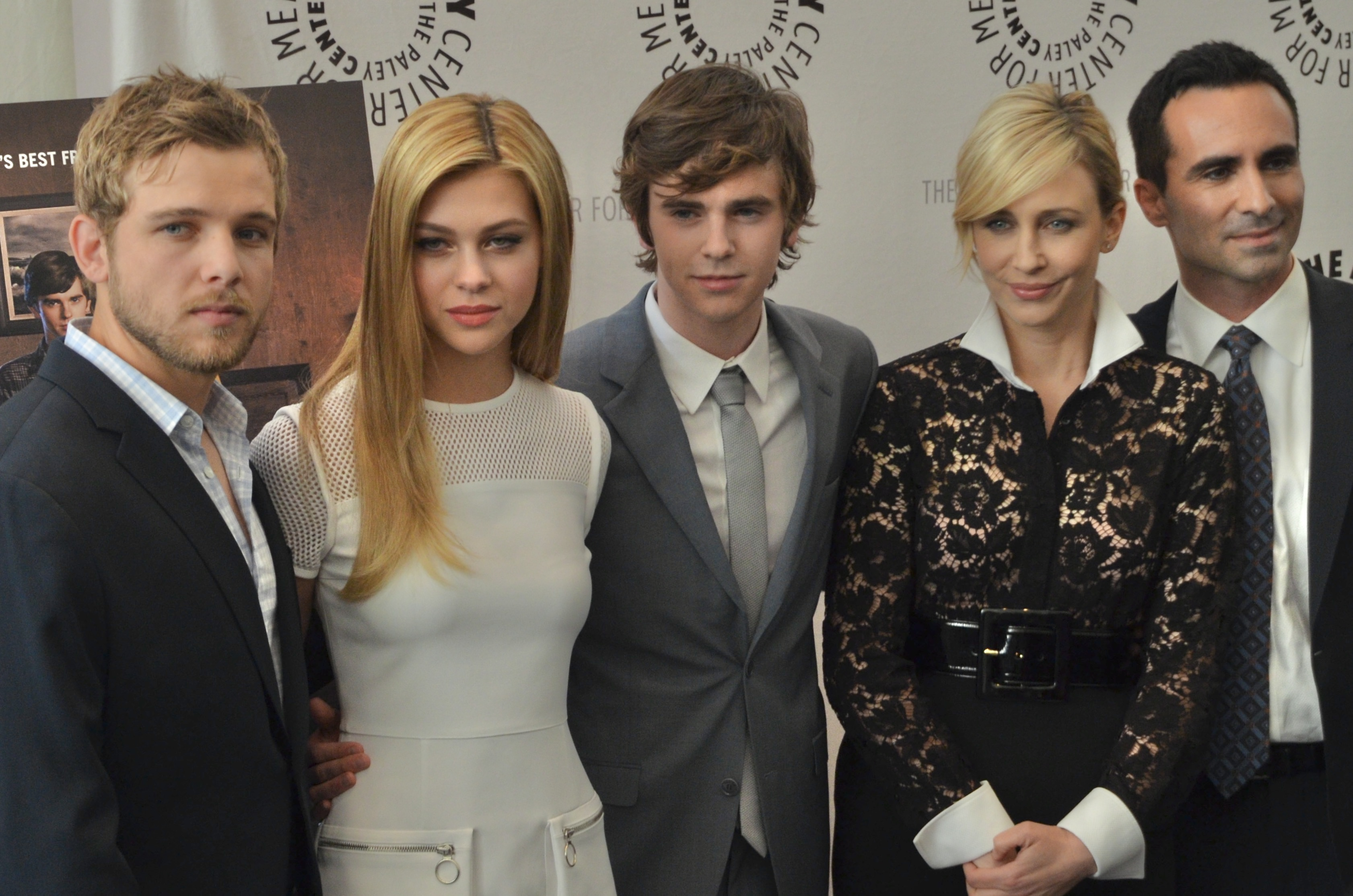
Highmore (középen) a Bates Motel többi főszereplőjével 2013-ban.

2013-ban elvállalta a főszereplő szinkronizálását a Justin, a hős lovag című animációs kalandfilmben. 2013 és 2017 között Norman Batest formálta meg a Bates Motel – Psycho a kezdetektől című drámai thrillersorozatban. A sorozat Alfred Hitchcock Psycho című 1960-as klasszikus filmjének korunkban játszódó előzménytörténete. A Bates Motel számos díjat és jelölést hozott Highmore számára. A színész a sorozat által a forgatókönyvírásba és a rendezésbe is belekóstolt; két epizódban íróként, egy epizódban pedig rendezőként működött közre.
2014-ben a hírek szerint az NBC csatorna megvásárolta egy vígjátéksorozat próbaepizódjának forgatókönyvét, melyet Highmore a Bates Motel megalkotójával, Kerry Ehrinnel közösen írt és a vezető produceri tisztséget is ők töltötték volna be. A próbaepizódból azonban végül nem lett tényleges sorozat. 2016-ban a színész a BBC Közel az ellenséghez című hétrészes minisorozatában és az Almost Friends című filmben játszott, emellett feltűnt a The Journey című, politikai témájú dráma-vígjátékban is. 2017-től szerepel az ABC csatorna Doktor Murphy című drámasorozatában, mint a főszereplő Dr. Shaun Murphy. A sorozatban a színészkedés mellett produceri feladatkört is ellát. 2017-ben Golden Globe-díjra jelölték Legjobb férfi főszereplő – filmdráma kategóriában.

## Magánélete
A közösségi oldalakat tudatosan kerülő színész Londonban él, az Arsenal FC rajongója. Szoros barátságot ápol a Bates Motelben szereplő színésztársával, Vera Farmigával. Farmiga és zenész férje, Renn Hawkey Fynn nevű fiának Highmore a keresztapja.
Angol anyanyelve mellett spanyolul, franciául és arabul is beszél.

## Filmográfia

### Film
| Év   | Magyar cím                  | Eredeti cím                         | Szerep                               | Magyar hang         |
| ---- | --------------------------- | ----------------------------------- | ------------------------------------ | ------------------- |
| 1999 |                             | Women Talking Dirty                 | Sam                                  |                     |
| 2004 | Két testvér                 | Two Brothers                        | Raoul Normandin                      | Morvay Gábor        |
| 2004 | Én, Pán Péter               | Finding Neverland                   | Peter Llewelyn Davies                | Czető Ádám          |
| 2004 | Minden napra egy varázslat! | Five Children and It                | Robert                               | Czető Ádám          |
| 2005 | Charlie és a csokigyár      | Charlie and the Chocolate Factory   | Picur Charlie (Charlie Bucket)       | Morvay Gábor        |
| 2006 | Bor, mámor, Provence        | A Good Year                         | fiatal Max Skinner                   |                     |
| 2006 | Arthur és a villangók       | Arthur and the Invisibles           | Arthur Montgomery                    | Kilényi Márk Olivér |
| 2007 | A szeretet szimfóniája      | August Rush                         | Evan Taylor / August Rush            | Morvay Bence        |
| 2007 | Az arany iránytű            | The Golden Compass                  | Pantalaimon (hangja)                 | Penke Bence         |
| 2008 | A Spiderwick krónikák       | The Spiderwick Chronicles           | Jared és Simon Grace                 | Penke Bence         |
| 2008 | Kis Vuk                     | A Fox's Tale                        | Kis Vuk / Little Jack (angol hangja) | Csőre Gábor         |
| 2009 | Astro Boy                   | Astro Boy                           | Toby Tenma / Astro Boy (hangja)      | Czető Ádám          |
| 2009 | Arthur: Maltazár bosszúja   | Arthur and the Revenge of Maltazard | Arthur Montgomery                    | Czető Ádám          |
| 2010 | Arthur 3. – A világok harca | Arthur 3: The War of the Two Worlds | Arthur Montgomery                    | Czető Ádám          |
| 2010 | Szégyen és szeretet         | Master Harold... and the Boys       | Hally Ballard                        | Czető Ádám          |
| 2011 | Rokonlelkek                 | The Art of Getting By               | George Zinavoy                       | Aradi Balázs        |
| 2013 | Justin, a hős lovag         | Justin and the Knights of Valour    | Justin (hangja)                      | Fehér Tibor         |
| 2016 |                             | The Journey                         | Jack                                 |                     |
| 2016 | Majdnem barátok             | Almost Friends                      | Charlie Brenner                      |                     |
| 2020 |                             | Dragon Rider                        | Ben (hangja)                         |                     |
| 2021 | A briliáns csel             | The Vault                           | Thom Johnson                         | Czető Ádám          |
| 2023 |                             | The Canterville Ghost               | Cheshire hercege (hangja)            |                     |

### Televízió
| Év        | Magyar cím                         | Eredeti cím                            | Szerep                  | Megjegyzések                                                                                                   |
| --------- | ---------------------------------- | -------------------------------------- | ----------------------- | --- |
| 1999      |                                    | Walking on the Moon                    | kisfiú (törölt jelenet) | tévéfilm |
| 2000      |                                    | Happy Birthday Shakespeare             | Steven Green            | tévéfilm |
| 2001      | Artúr király és a nők              | The Mists of Avalon                    | fiatal Artúr király     | 2 epizód |
| 2001      | Az égig érő paszuly legendája      | Jack and the Beanstalk: The Real Story | fiú a játszótéren       | minisorozat (2 epizód)                                                                                         |
| 2002      |                                    | I Saw You                              | Oscar Bingley           | |
| 2010      |                                    | Toast                                  | Nigel Slater            | tévéfilm |
| 2013–2017 | Bates Motel – Psycho a kezdetektől | Bates Motel                            | Norman Bates            | - főszereplő (50 epizód) - rendező (1 epizód) és író (2 epizód) - magyar hangja: - Molnár Áron - Baráth István |
| 2016      | Közel az ellenséghez               | Close to the Enemy                     | Victor Ferguson         | 7 epizód |
| 2017      | A gyógyszer útja                   | Tour de Pharmacy                       | Adrian Baton            | tévéfilm |
| 2017–2024 | Doktor Murphy                      | The Good Doctor                        | Dr. Shaun Murphy        | - főszereplő és vezető producer - rendező (3 epizód) és író (1 epizód) - magyar hangja: - Czető Ádám           |
| 2021      |                                    | Leonardo                               | Stefano Giraldi         | vezető producer                                                                                                |

### Videójátékok
| Év   | Cím                               | Szerep                 |
| ---- | --------------------------------- | ---------------------- |
| 2005 | Charlie and the Chocolate Factory | Charlie Bucket         |
| 2007 | Arthur and the Invisibles         | Arthur Montgomery      |
| 2007 | The Golden Compass                | Pantalaimon            |
| 2008 | The Spiderwick Chronicles         | Jared és Simon Grace   |
| 2009 | Astro Boy: The Video Game         | Toby Tenma / Astro Boy |

## Fontosabb díjak és jelölések
| Év   | Jelölt mű                          | Díj                               | Kategória                                                 | Eredmény |
| ---- | ---------------------------------- | --------------------------------- | --------------------------------------------------------- | -------- |
| 2004 | Én, Pán Péter                      | Screen Actors Guild-díj           | Legjobb férfi mellékszereplő                              | Jelölve  |
| 2004 | Én, Pán Péter                      | Screen Actors Guild-díj           | Legjobb szereplőgárda (mozifilm)                          | Jelölve  |
| 2004 | Én, Pán Péter                      | Critics' Choice Movie Awards      | Legjobb fiatal előadóművész                               | Jelölve  |
| 2004 | Én, Pán Péter                      | Empire Awards                     | Legjobb új színész                                        | Jelölve  |
| 2004 | Én, Pán Péter                      | MTV Movie Awards                  | Legjobb feltörekvő színész                                | Jelölve  |
| 2004 | Én, Pán Péter                      | Satellite Award                   | Kiemelkedő új tehetség                                    | Elnyerte |
| 2004 | Én, Pán Péter                      | Szaturnusz-díj                    | Legjobb fiatal színész                                    | Jelölve  |
| 2004 | Én, Pán Péter                      | Young Artist Award                | Legjobb fiatal színész játékfilmben                       | Jelölve  |
| 2004 | Én, Pán Péter                      | Young Artist Award                | Legjobb fiatal szereplőgárda játékfilmben                 | Elnyerte |
| 2005 | Charlie és a csokigyár             | Critics' Choice Movie Awards      | Legjobb fiatal előadóművész                               | Elnyerte |
| 2005 | Charlie és a csokigyár             | Szaturnusz-díj                    | Legjobb fiatal színész                                    | Jelölve  |
| 2005 | Charlie és a csokigyár             | Young Artist Award                | Legjobb fiatal színész játékfilmben                       | Jelölve  |
| 2006 | Bor, mámor, Provence               | Critics' Choice Movie Awards      | Legjobb fiatal előadóművész                               | Jelölve  |
| 2006 | Arthur és a villangók              | Young Artist Award                | Legjobb fiatal főszereplő színész nemzetközi játékfilmben | Jelölve  |
| 2007 | A szeretet szimfóniája             | Critics' Choice Movie Awards      | Legjobb fiatal előadóművész                               | Jelölve  |
| 2007 | A szeretet szimfóniája             | Szaturnusz-díj                    | Legjobb fiatal színész                                    | Elnyerte |
| 2007 | A szeretet szimfóniája             | Young Artist Award                | Legjobb fiatal színész játékfilmben                       | Jelölve  |
| 2008 | A Spiderwick krónikák              | Szaturnusz-díj                    | Legjobb fiatal színész                                    | Jelölve  |
| 2008 | A Spiderwick krónikák              | Young Artist Award                | Legjobb fiatal színész játékfilmben                       | Jelölve  |
| 2009 | Astro Boy                          | Young Artist Award                | Legjobb szinkronszerep                                    | Jelölve  |
| 2014 | Bates Motel – Psycho a kezdetektől | People's Choice Awards            | Kedvenc televíziós antihős                                | Jelölve  |
| 2014 | Bates Motel – Psycho a kezdetektől | Satellite Award                   | Legjobb színész – televíziós drámasorozat                 | Jelölve  |
| 2014 | Bates Motel – Psycho a kezdetektől | Szaturnusz-díj                    | Legjobb televíziós színész                                | Jelölve  |
| 2014 | Bates Motel – Psycho a kezdetektől | Critics' Choice Television Awards | Legjobb színész drámasorozatban                           | Jelölve  |
| 2015 | Bates Motel – Psycho a kezdetektől | Critics' Choice Television Awards | Legjobb színész drámasorozatban                           | Jelölve  |
| 2016 | Bates Motel – Psycho a kezdetektől | Critics' Choice Television Awards | Legjobb színész drámasorozatban                           | Jelölve  |
| 2017 | Bates Motel – Psycho a kezdetektől | People's Choice Awards            | Kedvenc kábeltelevíziós színész                           | Elnyerte |
| 2017 | Bates Motel – Psycho a kezdetektől | Szaturnusz-díj                    | Legjobb televíziós színész                                | Jelölve  |
| 2017 | Doktor Murphy                      | Golden Globe-díj                  | Legjobb férfi főszereplő – filmdráma                      | Jelölve  |

## Fordítás
- Ez a szócikk részben vagy egészben  a   Freddy Highmore című angol Wikipédia-szócikk fordításán alapul.  Az eredeti cikk szerkesztőit annak laptörténete sorolja fel. Ez a jelzés csupán a megfogalmazás eredetét és a szerzői jogokat jelzi, nem szolgál a cikkben szereplő információk forrásmegjelöléseként.